# Ordesa y Monte Perdido nationalpark
Ordesa y Monte Perdido nationalpark är en nationalpark i provinsen Huesca, Spanien, omfattande omkring 55 000 hektar land. Parken omfattar bland annat Ordesadalen. 
Parken sattes åsido år 1918 efter kungligt påbud. 